# Берадзе Георгій Риносійович
Георгій Риносійович Берадзе (нар. 6 липня 1969, м. Київ) — український державний службовець. Перший заступник Голови Державної фінансової інспекції України.

## Освіта
Освіта вища, у 1991 році закінчив Київський інститут народного господарства, у 2006 році — Український інститут розвитку фондового ринку, отримав кваліфікацію економіста та магістра з фінансового ринку.

## Кар'єра
Вересень 1986 — червень 1988 — студент Київського інституту народного господарства.
Липень 1988 — серпень 1989 — служба у лавах Радянської Армії.
Вересень 1989 — червень 1991 — студент Київського інституту народного господарства.
Серпень 1991 — листопад 1992 — економіст другої категорії, економіст першої категорії відділу аналізу впливу цін на фінансову діяльність господарства Управління нових форм господарювання і податкової політики Міністерства фінансів України.
Листопад 1992 — січень 2000 — провідний спеціаліст сектору з питань фінансової, податкової і цінової політики, банківської і страхової діяльності Економічного відділу, завідувач сектору з питань банківської діяльності відділу розвитку народного господарства і фінансів Управління економіки, завідувач Відділу грошово-кредитної політики і фінансів, радник Прем'єр-міністра України — завідувач Відділу з питань грошово-кредитної політики і фінансів, завідувач Відділу з питань державних фінансів та розвитку фінансових ринків Кабінету Міністрів України.
Січень 2000 — лютий 2005 — начальник Управління фінансової політики Департаменту економічної політики Секретаріату Кабінету Міністрів України.
Лютий 2005 — березень 2010 — заступник Міністра, перший заступник Міністра Кабінету Міністрів України.
Грудень 2010 — березень 2014 — заступник керівника Державного управління справами.
З квітня 2014 — перший заступник Голови Державної фінансової інспекції України.

## Нагороди та звання
Має 1 ранг державного службовця (травень 2005).
Заслужений економіст України (2006). Нагороджений орденом «За заслуги» III ступеня (2008) та Почесною грамотою Кабінету Міністрів України.